# Daewoo Gentra

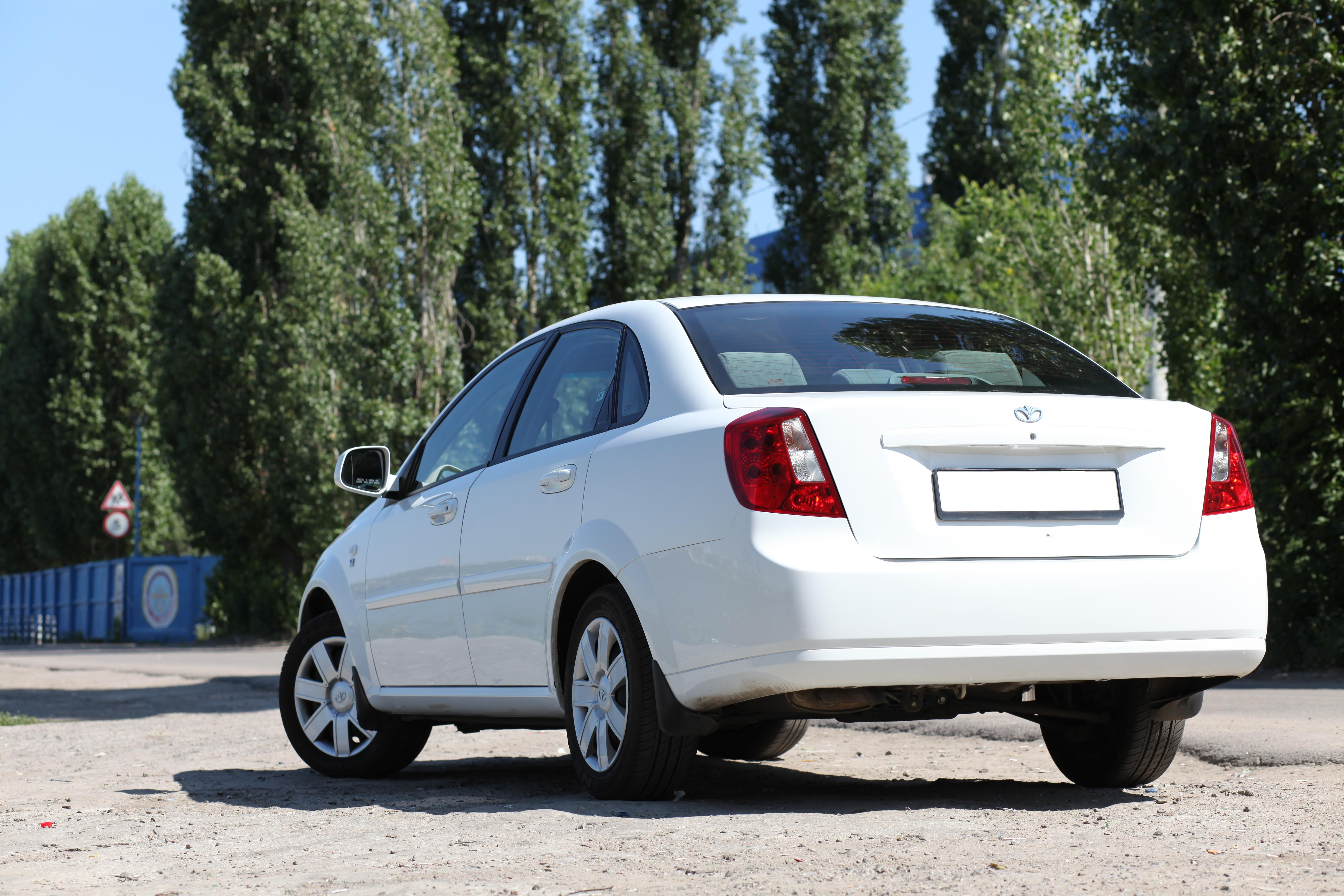
Daewoo Gentra

Daewoo Gentra (Деу Ґентра) — передньопривідний седан класу «C» узбецької компанії Uz-Daewoo. Виробництво і продажі моделі стартували влітку 2013 року.
Gentra створена на основі седана Chevrolet Lacetti. Змінам піддалася лише лицьова частина седана, що отримала інші передній бампер, решітку радіатора, головну оптику і трохи видозмінену форму капота.
В передній підвісці автомобіля використані стійки McPherson, а ззаду встановлена багатоважільна конструкція. На автомобілі встановлені дискові гальма всіх колеса, з тією лише різницею, що спереду вони вентильовані.
Силовий агрегат Daewoo Gentra роблять в Узбекистані на заводі GM Powertrain Uzbekistan, побудованому General Motors. Це новий бензиновий двигун - недавня розробка GM - об'ємом 1,5 л потужністю 107 к.с. (79 кВт) при 5800 об/хв, крутний момент 141 Нм при 3800 об/хв (чотирициліндровий агрегат з ланцюговим приводом ГРМ, з двома розподільними в головці циліндрів). Двигун Gentra відповідає екологічному стандарту Євро-5 і працює в парі або з 5-ступінчастою механічною коробкою передач, або з 6-діапазонною автоматичною.
У базову комплектацію Daewoo Gentra включений кондиціонер, фронтальні подушки безпеки для водія і переднього пасажира, сталеві 15-дюймові колісні диски, іммобілайзер, тканинна оббивка сидінь, регульована по висоті рульова колонка, гідропідсилювач керма, передні протитуманні фари і електросклопідйомники всіх дверей. У дорожчих ж версіях на автомобіль встановлені легкосплавні диски, в ньому є підлокітник по центру заднього дивана, поперекове регулювання передніх сидінь, вставки «під дерево», регулювання керма по вильоту, ABS, підігрів передніх сидінь, люк, CD-плеєр і та інше.

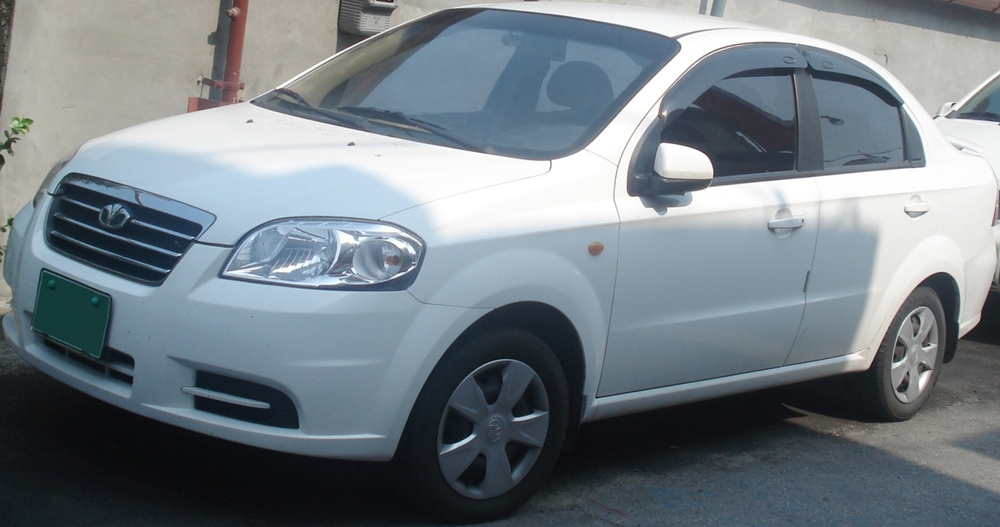
Daewoo Gentra для ринку Пд. Кореї - аналог Chevrolet Aveo другого покоління

З 2006 по березень 2011 року під ім'ям Gentra на деяких ринках продавався седан і хетчбек Chevrolet Aveo T250.
Після того, як компанія Daewoo International відокремилася від General Motors, виробники провели ребрендинг седана, перейменувати його в Ravon Gentra.